# Lydia Williams
Lydia Grace Yilkari Williams (* 13. Mai 1988 in Katanning) ist eine australische Fußballtorhüterin, die auch die US-amerikanische Staatsbürgerschaft besitzt. Im Südsommer spielt sie zumeist in Australien, im Nordsommer spielte sie oft in der NWSL. Aktuell steht sie bei Brighton & Hove Albion unter Vertrag. Sie ist Rekordtorhüterin der australischen Fußballnationalmannschaft der Frauen.

## Karriere

### Vereine
Im Jahr 2008 stand Williams im ersten Aufgebot von Canberra United in der neugegründeten W-League und spielte dort, unterbrochen durch eine kurze Leihe in die USA zu den Chicago Red Stars, bis ins Jahr 2012. Gekrönt wurde ihre zunächst letzte Spielzeit in Canberra mit dem Meistertitel der Saison 2011/12. Zur Saison 2012 wechselte sie zum schwedischen Erstligisten Piteå IF, und kehrte nach zwei Spielzeiten dort wieder nach Canberra zurück. Zur Saison 2014 schloss sie sich dem NWSL-Teilnehmer Western New York Flash an, deren bisherige Stammtorhüterin Adrianna Franch sich kurz vor Saisonbeginn einen Kreuzbandriss zugezogen hatte. Im Juli 2014 zog sich Williams dieselbe Verletzung zu. Nach ihrer Reha lief sie in der Saison 2015/16 für ihren alten Club Canberra United auf und wechselte zur Saison 2016 der NWSL erneut in die Vereinigten Staaten zu der Franchise der Houston Dash. Seit 2017 spielt sie während des australischen Winters für den Seattle Reign FC (ab 2019 Reign FC). In der Saison 2018 blieb sie in zehn Spielen ohne Gegentor und erreichte mit Seattle als Dritter der regulären Saison die NWSL Championship Play-offs, verlor dort aber im Halbfinale mit 1:2 gegen die Portland Thorns FC. Im australischen Sommer wurde sie mit Melbourne City FC Fünfter der regulären Saison und verpasste damit die Play-offs der vier besten Mannschaften. In der Saison 2019/20 konnte sie dann mit Melbourne City wieder den Meistertitel erringen, blieb dabei in neun von 14 Spielen ohne Gegentor und kassierte nur fünf Gegentore. Im Juli 2020 erhielt sie einen Vertrag beim Arsenal Women FC. Aufgrund einer in der Saisonvorbereitung zugezogenen Verletzung konnte sie zunächst nicht eingesetzt werden. Erst am Nikolaustag konnte sie ihr erstes Ligaspiel bestreiten und kam bis zum Ende der Saison auf neun Einsätze in der Liga, in denen sie siebenmal kein Tor kassierte.
Mit Arsenal nahm sie an der erstmals ausgetragenen Gruppenphase der UEFA Women’s Champions League 2021/22 teil. Mit Siegen gegen Oqschetpes Kökschetau (4:0), PSV Eindhoven (3:1) und Slavia Prag (3:0 und 4:0) hatte sich Arsenal für die Gruppenphase qualifiziert. In dieser wurden sie hinter Vorjahressieger FC Barcelona Zweite, da sie den direkten Vergleich gegen die punktgleiche TSG 1899 Hoffenheim mit 4:0 und 1:4 gewonnen hatten. Williams stand in einem Qualifikations- und drei Gruppenspielen im Tor. Im Viertelfinale trafen sie auf die Frauen des VfL Wolfsburg. Nach einem 1:1 im Heimspiel wurde das Rückspiel mit 0:2 verloren. Williams wurde aber im Viertelfinale nicht eingesetzt. Im Sommer 2022 wechselte sie zu Paris Saint-Germain. Ihr erstes Spiel für PSG bestritt sie im Finale der Trophée des Championnes gegen Olympique Lyon am 26. August 2022, das mit 0:1 verloren wurde. Nach nur einem Ligaspiel wechselte sie im Januar 2023 zu Brighton & Hove Albion, wo sie einen Vertrag für 18 Monate erhielt.

### Nationalmannschaft
Williams war Teil der australischen U-20-Nationalmannschaft, mit der sie unter anderem an der U-20-Weltmeisterschaft 2006 teilnahm und dort in drei Spielen zum Einsatz kam. Mit der australischen A-Nationalmannschaft nahm sie an den Fußball-Asienmeisterschaften 2006 und 2010 teil, wobei Australien den Titel 2010 erstmals gewinnen konnte. Im Jahr 2011 stand sie, wie schon 2007, im Aufgebot ihres Landes bei der Weltmeisterschaft in Deutschland und kam dort im Vorrundenspiel gegen Äquatorialguinea zu einem Einsatz.
Im Mai 2014 wurde sie für die Fußball-Asienmeisterschaft der Frauen 2014 nominiert. Sie wurde in vier von fünf Spielen eingesetzt und erreichte mit ihrer Mannschaft das Finale gegen Weltmeister Japan, konnte den Titel aber nicht verteidigen. Schon mit dem Halbfinaleinzug hatte sich die Mannschaft für die WM 2015 qualifiziert. Am 12. Mai 2015 wurde sie nach auskuriertem Kreuzbandriss für den australischen WM-Kader 2015 nominiert. Bei der WM saß sie im ersten Gruppenspiel, das gegen den späteren Weltmeister USA mit 1:3 verloren wurde auf der Bank, ab dem zweiten Gruppenspiel stand sie dann im Tor und blieb gegen Nigeria und im Achtelfinale gegen Brasilien ohne Gegentor. Das Aus kam im Viertelfinale gegen Titelverteidiger Japan, gegen den wie bei der Asienmeisterschaft mit 0:1 verloren wurde.
Revanchieren konnten sie sich dann beim Qualifikationsturnier für die Olympischen Spiele 2016, wo sie die Japanerinnen mit 3:1 besiegten und sich für die Olympischen Spiele qualifizieren, wogegen die Japanerinnen die Spiele verpassten. In Brasilien wurde sie in zwei Gruppenspielen und im Viertelfinale gegen die Gastgeberinnen eingesetzt, wovon die Australierinnen keins gewinnen konnten, das Halbfinale aber nur durch eine Niederlage im Elfmeterschießen verpassten.
Bei der Fußball-Asienmeisterschaft der Frauen 2018 wurde sie in den Gruppenspielen gegen Südkorea und Japan sowie im Finale gegen Japan eingesetzt, wovon die Australierinnen keins gewinnen konnten. Durch einen Sieg gegen Vietnam hatten die Australierinnen aber das Halbfinale erreicht und sich damit für die WM 2019 qualifiziert, für die sie am 14. Mai 2019 nominiert wurde. Sie kam im ersten Spiel gegen Italien zum Einsatz und musste nach einem Fehler in der fünften Minute der Nachspielzeit das Tor zum 1:2-Endstand hinnehmen. Nach Siegen gegen Brasilien und Jamaika, bei denen sie auch im Tor stand, erreichten die Australierinnen als Gruppenzweite das Achtelfinale. Hier trafen sie auf Ex-Weltmeister Norwegen. Da es nach 120 Minuten 1:1 stand, kam es zum Elfmeterschießen, in dem sie keinen Elfmeter halten konnte. Da aber zwei ihrer Mitspielerinnen nicht erfolgreich waren, schieden die Matildas aus.
In der erfolgreich absolvierten Qualifikation für die Olympischen Spiele 2020 kam sie in vier von fünf Spielen zum Einsatz.
Am 1. Juli 2021 wurde sie für die wegen der COVID-19-Pandemie um ein Jahr verschobenen Olympischen Spiele als erste Torhüterin nominiert. Bei den Spielen stand sie aber nur im ersten Gruppenspiel im Tor der Australierinnen, die den vierten Platz erreichten – die bisher beste Platzierung der Mannschaft bei einem interkontinentalen Turnier.
Im Januar 2022 wurde sie für die Asienmeisterschaft in Indien nominiert. Sie stand im dritten Gruppenspiel und im Viertelfinale im Tor, konnte mehrere Chancen der Südkoreanerinnen entschärfen, war aber am Ende beim 0:1 machtlos, so dass die Australierinnen ausschieden.
Am 28. Juni 2022 bestritt sie beim Freundschaftsspiel gegen Portugal als erste australische Torhüterin ihr 100. Länderspiel.
Am 3. Juli 2023 wurde sie für die WM-Endrunde in ihrer Heimat nominiert, kam jedoch nicht zum Einsatz und wurde mit ihrer Mannschaft nach einer 0:2-Niederlage gegen die Schwedinnen im Spiel um Platz 3 Vierte. Sie war die zweitälteste Spielerin im Kader.
Für das olympische Fußballturnier 2024 wurde sie als Reservespielerin nominiert, musste aber nicht eingesetzt werden. Schon vor den Spielen hatte sie ihren Rücktritt bekannt gegeben und war am 3. Juni 2024 beim Freundschaftsspiel gegen China letztmals in der Nationalmannschaft eingesetzt worden.

## Erfolge
- 2010: Gewinn der Fußball-Asienmeisterschaft
- 2012: Gewinn der australischen Meisterschaft (Canberra United)
- 2017, 2018 und 2020: Gewinn der australischen Meisterschaft (Melbourne City FC)
- 2017: Gewinn des Tournament of Nations
- 2019: Gewinn des Cup of Nations

## Auszeichnungen
- 2011/12: PFA Award als Fußballerin des Jahres